# 焙炉
焙炉（ほいろ）とは、対象物を下から弱く加熱して乾燥させつつ人が対象物に手作業を加えられるように工夫された一種の作業台である。碾茶や手揉み茶の製造、養蚕における繭の乾燥などに用いられる。

## 構造
古くは熱源に予め火をおこして灰を被せた炭が用いられ、その上に直接竹などで造られた格子や籠（かご）などを置き、更に焙炉紙と呼ばれる厚手の和紙を置いて使用していた。現在では畳一畳ほどの広さの金属製の箱を電熱やプロパンガスの炎などで直接加熱するか、その箱の中に加温した湯を循環させる方法などが一般的であり、表面の温度は40℃から50℃程度に保たれるようになっている。

## 歴史
その起源は明らかではないが、焙炉の呼び名は南北朝時代の1376年に成立した『新札往来』に見えるのが最古とされている。ただこの当時の焙炉の仕組みや、何に使われたかは不明である。
戦国時代に来日したポルトガル人宣教師ジョアン・ロドリゲスの『日本教会史』によると、焙炉は「宇治における碾茶の製造の際、蓋の無い深い木製の箱の中に炭をおこし、その上に竹の格子、更に厚手の紙を敷き、蒸した茶葉を広げて焦がさないよう絶えず紙を動かしながらゆっくりと炙るもの」とされている。
養蚕への利用は元禄年間まで下り、日本最古の養蚕の手引書と言われ元禄15年（1702年）に津軽藩の茶道役であった野本道玄が著した『蚕飼養法記』に記述が見られるのが最古である。
煎茶（手揉み茶）に焙炉が何時頃から使われるようになったかは必ずしも明らかではないが、煎茶は碾茶と異なり茶葉を捏ねたり、押し潰したりする工程があるために頑丈な焙炉が必要であり、日本に明から煎茶が伝えられた江戸時代初期以降、竹に代えて鉄の格子を使うなどして改良が施され用いられたと考えられる。